# سوروشاد
سوروشاد (به مجاری:  Szorosad) یک منطقهٔ مسکونی در مجارستان است که در ناحیه تاب واقع شده‌است. سوروشاد ۶٫۴۸ کیلومتر مربع مساحت و ۹۴ نفر جمعیت دارد.